# EA Play
EA Play is een abonnementsdienst van Electronic Arts voor computerspellen die gebruikt kan worden met de Xbox One, Xbox Series, Steam, PlayStation 4 en PlayStation 5. Het is de opvolger van Origin.
De dienst werd gestart op 11 augustus 2014 voor de Xbox One. Het werd later op 24 juli 2019 ook beschikbaar voor de PlayStation 4 en op 31 augustus 2020 op Steam.

## Beschrijving
EA Play is vergelijkbaar met andere abonnementsdiensten van concurrenten Microsoft en Sony. Ten tijde van de lancering waren er ruim 100 speltitels beschikbaar, die geleidelijk werden uitgebreid met nieuwe titels.
De abonnementsdienst biedt een geselecteerde lijst van spellen aan Electronic Arts zelf. Deze lijst heet The Play List (voorheen The Vault). Wanneer het abonnement wordt beëindigd, dan heeft men ook geen toegang meer tot de bibliotheek van spellen, totdat het abonnement weer wordt verlengd of het spel wordt aangekocht. De spelvoortgang blijft immer opgeslagen.
Tot augustus 2020 heette de dienst EA Access en Origin Access. Ten tijde van de hernoeming werden ook de abonnementen aangepast, de basispakketten zijn hernoemd naar EA Play en het duurdere pakket naar EA Play Pro.

## Aangeboden spellen
Een selectie van spellen op The Play List die in 2020 beschikbaar waren voor zowel de Xbox One, PlayStation 4 en op Steam zijn:
- A Way Out
- Battlefield 1
- Battlefield 4
- Battlefield Hardline
- Battlefield V
- Burnout Paradise Remastered
- Dragon Age: Inquisition
- Fe
- Mass Effect: Andromeda
- Mirror's Edge Catalyst
- Need for Speed
- Need for Speed: Heat
- Need for Speed: Payback
- Need for Speed: Rivals
- Plants vs. Zombies: Battle for Neighborville
- Rocket Arena
- De Sims 4
- Titanfall 2
- Unravel
- Unravel Two